# إذاعة عين تموشنت
إذاعة عين تموشنت، هي إذاعة محلية بولاية عين تموشنت الجزائرية تبث برامجها باللغة العربية وتهتم للأحداث المحلية والوطنية وتقدم حصص ثقافة ومنوعات.

## وصلات خارجية
- قائمة الإذاعات المحلية بالجزائر
- الموقع الرسمي لإذاعة عين تموشنت
- شبكة الإذاعات الجهوية